# Ton Bakhuis
Anthonius Bakhuis, detto Ton (L'Aia, 5 giugno 1953 – L'Aia, 17 aprile 2020), è stato un calciatore e giocatore di calcio a 5 olandese.

## Carriera
Come massimo riconoscimento in carriera vanta la partecipazione, con la Nazionale di calcio a 5 dei Paesi Bassi, al FIFA Futsal World Championship 1989 nel quale gli oranje hanno conquistato il secondo posto alle spalle del Brasile.